# Лакшарска Нова Вес
Лакшарска Нова Вес (на словашки: Lakšárska Nová Ves) е село в окръг Сеница, Търнавски край, западна Словакия. Населението му е 1127 души.
Разположено е на 233 m надморска височина, на 24 km югозападно от град Сеница. Площта му е 36,93 km². Кмет на селото е Олга Прохазкова.